# Rhamphomyia trimaculata
Rhamphomyia trimaculata är en tvåvingeart som beskrevs av Saigusa 1963. Rhamphomyia trimaculata ingår i släktet Rhamphomyia och familjen dansflugor. Inga underarter finns listade i Catalogue of Life.